# Schloss Hamborn

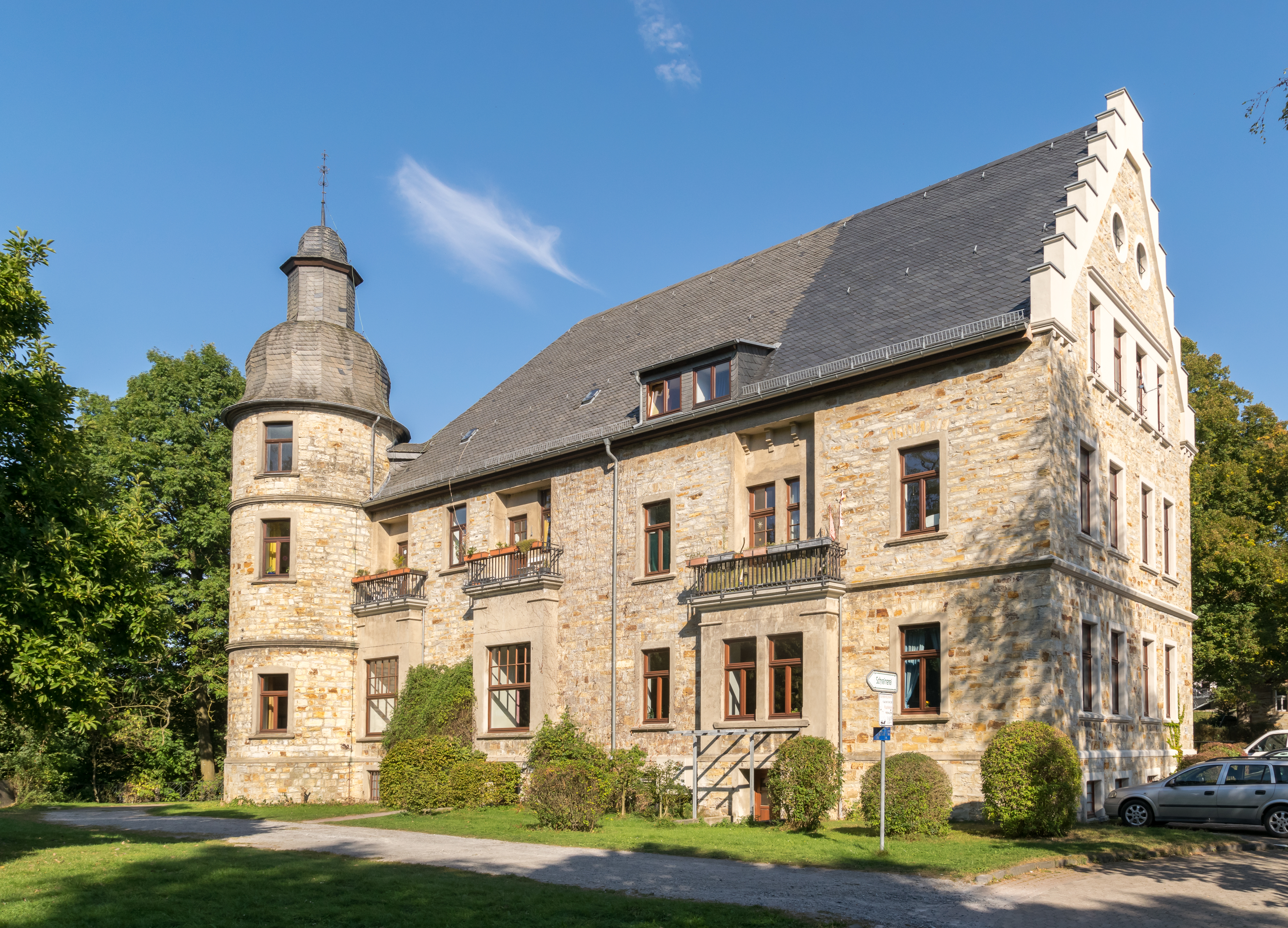
Hauptgebäude des Schlosses

Schloss Hamborn ist eine etwa 300 Hektar große Schlossanlage in der Gemeinde Borchen (Kreis Paderborn) in Nordrhein-Westfalen. Die nebenliegende Ortschaft heißt ebenfalls Schloss Hamborn.
Der Komplex besteht aus einem Hauptgebäude, das aus Natursteinen erbaut wurde und Stilelemente der Weserrenaissance aufweist, sowie zahlreichen ehemaligen Wirtschaftsgebäuden, die sich über das weitläufige Areal erstrecken.

## Geographische Lage
Das Schloss Hamborn steht in der Ortslage Schloss Hamborn des Borchener Ortsteils Kirchborchen auf dem Kalksteinrücken des Schlossbergs bei 188,6 m ü. NNund befindet sich etwa 20 bis 30 m oberhalb einer von Wald gesäumten Schleife des Ellerbachs. Rund um das Schloss Hamborn wird jedes Jahr der Hamborner Waldlauf durchgeführt.

## Geschichte
Die erste urkundliche Erwähnung Hamborns stammt aus dem 9. Jahrhundert in einer Urkunde des Klosters Corvey. Zwischen 1137 und 1140 wird Hamborn an das Domkapitel Paderborn geschenkt (Datierung der verbrannten Schenkungsurkunde laut Westfälischem Urkundenbuch). Es entsteht so die Obödienz Hamborn. Die Ursprünge des Schlosses gehen auf zwei Gutshöfe zurück, die Mitte des 19. Jahrhunderts von der Familie von Hartmann gekauft und zu einem Gut vereinigt wurden. Die Familie errichtete den heutigen Ostflügel des Schlosses.
Über Hermann von Mallinckrodt, Carl Caspar von Droste zu Hülshoff, der das Gut durch Zukäufe auf ca. 750 ha brachte und seinen Sohn, den Juristen Heinrich von Droste zu Hülshoff kam der Besitz 1913 an den Freiherrn Otto von Rüxleben. Dieser baute den heutigen Nordflügel mit Saal und einen zweiten Turm an.
1928 kaufte der Industrielle Johannes Leidl das Schloss und das Gut. Nach einem Feuer am 6. März 1929 war das Schloss abgebrannt und wurde in der Folge wieder aufgebaut.
Das Anwesen wurde 1931 von Siegfried Pickert erworben, der dort, unterstützt von Georg Moritz von Sachsen-Altenburg, ein heilpädagogisches Internat auf anthroposophischer Grundlage betrieb. 1940 musste auf Druck der Kreisbauernschaft die Landwirtschaft verpachtet werden und am 9. Juni 1941 wurde die Einrichtung durch die Nationalsozialisten endgültig aufgelöst. 
In der Folgezeit nutzte die Nationalsozialistische Volkswohlfahrt Schloss Hamborn als Mutter-und-Kind-Erholungsheim.
Nach dem Zweiten Weltkrieg wurden die Bewohner eines ausgebombten Paderborner Altenheims hier untergebracht.
Es gibt Mutmaßungen, US-Truppen hätten 1945 bei Schloss Hamborn deutsche Kriegsgefangene ermordet. Der ehemalige Oberstleutnant der Bundeswehr und Militärschriftsteller Ulrich Saft schrieb von einem Augenzeugenbericht, der angab, GIs hätten ohne Kommando und spontan acht kurz zuvor gefangengenommene SS-Soldaten erschossen. Als mögliches Motiv nennt er den Tod von General Maurice Rose am 31. März 1945 und hohe Verluste der Amerikaner in den Tagen davor. Der Heimatverein Paderborn stellte 1995 einen Gedenkstein auf. Der Paderborner Geschichtslehrer Stefan Westhoff dokumentierte in einem 2008 veröffentlichten Buch die damaligen Ereignisse; er fand keine Indizien für ein Massaker. Auf das Buch von Saft ging er dabei nicht ein.
Nach dem Ende des Dritten Reichs konnte der Trägerverein um Siegfried Pickert die britische Militärregierung zur Rückübereignung des Schlosses bewegen, da Grundbucheintragungen ihn noch als Eigentümer auswiesen. Seit 1947 wird auf dem Gelände eine Rudolf-Steiner-Schule betrieben. 1952 wurde auch das landwirtschaftliche Anwesen wieder in die eigene Bewirtschaftung nach den Kriterien von Demeter genommen.

## Landwirtschaft und Handwerk
Neben der Schule existieren im Verbund der anthroposophischen R. Steiner Werkgemeinschaft ein Berufskolleg, ein Internat, ein Kindergarten, eine Förderschule mit einer besonderen pädagogischen Ausprägung, ein Altenwerk, die Reha-Klinik, die KompetenzFörderung mit den Betrieben Obsthof/Staudengärtnerei, Schreinerei, Kfz-/Zweiradwerkstatt, Café und einer Gärtnerei. Daneben die Biologisch-dynamische Landwirtschaft mit Bäckerei, Metzgerei, Käserei und einem Lieferservice. Darüber hinaus sind dort verschiedene landwirtschaftliche und handwerkliche Betriebe sowie der Verlag Möllmann beheimatet.